# I liga polska w futsalu (2007/2008)
I liga polska w futsalu 2007/2008 – czternasta edycja najwyższych w hierarchii rozgrywek klubowych Polskiej Ligi Futsalu. Obrońcą tytułu mistrzowskiego był Clearex Chorzów, tytuł ten wywalczyła natomiast P.A. Nova Gliwice.
| Poziomy ligowe w futsalu w sezonie 2007/2008 | Poziomy ligowe w futsalu w sezonie 2007/2008 | Poziomy ligowe w futsalu w sezonie 2007/2008 | Poziomy ligowe w futsalu w sezonie 2007/2008 |
| Rozgrywki                                    | Poziomy ligowe                               | Liga                                         | Sezon                                        |
| -------------------------------------------- | -------------------------------------------- | -------------------------------------------- | -------------------------------------------- |
| Centralne                                    | I poziom                                     | I Liga                                       | Sezon 2007/2008 (1 grupa)                    |
| Centralne                                    | II poziom                                    | II Liga                                      | Sezon 2007/2008 (2 grupy)                    |
| Regionalne                                   | III poziom                                   | III liga                                     | Sezon 2007/2008 (5 grup)                     |

## Drużyny
W lidze wystąpiło 13 zespołów, które walczyły o Mistrzostwo Polski.
| Uczestnicy poprzedniej edycji     | Uczestnicy poprzedniej edycji | Uczestnicy poprzedniej edycji | Uczestnicy poprzedniej edycji | Uczestnicy poprzedniej edycji | Uczestnicy poprzedniej edycji |
| --------------------------------- | ----------------------------- | ----------------------------- | ----------------------------- | ----------------------------- | ----------------------------- |
| Clearex Chorzów                   | 1                             |                               |                               |                               |                               |
| Akademia Słowa Poznań             | 2                             |                               |                               |                               |                               |
| Jango Katowice                    | 3                             |                               |                               |                               |                               |
| Grembach-Kolejarz Łódź            | 4                             |                               |                               |                               |                               |
| P.A. Nova Gliwice                 | 5                             |                               |                               |                               |                               |
| Inpuls-Alpol Siemianowice Śląskie | 6                             |                               |                               |                               |                               |
| Hurtap Łęczyca                    | 7                             |                               |                               |                               |                               |
| Pogoń 04 Szczecin                 | 8                             |                               |                               |                               |                               |
| Kupczyk Kraków (dokoptowany)      | 9                             |                               |                               |                               |                               |
| GKS Jachym Tychy 71               | 10                            |                               |                               |                               |                               |
| Awans z II ligi 2005/2006         |                               |                               |                               |                               |                               |
| AZS UW Warszawa                   | 1                             |                               |                               |                               |                               |
| Gazownik Wawelno                  | 1                             |                               |                               |                               |                               |
| Zwycięzcy barażów                 |                               |                               |                               |                               |                               |
| ZIS Gaszyńscy Kraków              | 2                             |                               |                               |                               |                               |

## Rozgrywki
W sezonie 2007/2008 drużyny miały do rozegrania 22 kolejki ligowe po 6 meczów (razem 132 spotkania). Inauguracja rozgrywek miała miejsce 16 września 2007 roku o godz. 18:00. 
Zwycięzca w końcowej tabeli został Mistrzem Polski w futsalu. Dwa zespoły, który zajęły dwie ostatnie pozycje, spadły do II ligi. Natomiast zespoły z miejsca 10. oraz 9. grały o utrzymanie w barażach z czołowymi drużynami II ligi.
Drużyna Inpuls Alpol Siemianowice swoje spotkania rozgrywała w Chorzowie.
W trakcie sezonu do grona pierwszoligowców dokooptowany został przegrany z barażów Kupczyk Kraków.
- Pierwsza runda: 16 września 2007 - 9 grudnia 2007
- Druga runda: 19 stycznia 2008 - 17 maja 2008

## Tabela
| Lp.    | Drużyna                      | M  | Z  | R | P  | B+  | B-  | +/- | Pkt. | Uwagi                   |
| ------ | ---------------------------- | -- | -- | - | -- | --- | --- | --- | ---- | ----------------------- |
| złoto  | PA Nova Gliwice              | 24 | 21 | 1 | 2  | 129 | 75  | +54 | 64   | II f.gr. Pucharu Europy |
| srebro | Hurtap Łęczyca               | 24 | 18 | 3 | 3  | 112 | 57  | +55 | 57   |                         |
| brąz   | Clearex Chorzów              | 24 | 16 | 1 | 7  | 100 | 72  | +28 | 49   |                         |
| 4      | Jango Katowice               | 24 | 12 | 8 | 4  | 98  | 70  | +28 | 44   |                         |
| 5      | Akademia Słowa Poznań        | 24 | 12 | 3 | 9  | 106 | 91  | +15 | 39   |                         |
| 6      | GKS Jachym Tychy             | 24 | 10 | 4 | 10 | 91  | 97  | -6  | 34   |                         |
| 7      | Pogoń 04 Szczecin            | 24 | 9  | 6 | 9  | 82  | 88  | -6  | 33   |                         |
| 8      | Kupczyk Kraków               | 24 | 8  | 8 | 8  | 84  | 80  | +4  | 32   |                         |
| 9      | Grembach Zgierz              | 24 | 8  | 5 | 11 | 105 | 94  | +11 | 29   | Baraże/utrzymanie       |
| 10     | ZIS Gaszyńscy Kraków (b)     | 24 | 9  | 1 | 14 | 90  | 96  | -6  | 28   | Baraże/utrzymanie       |
| 11     | Inpuls Alpol Siemianowice    | 24 | 4  | 1 | 19 | 57  | 107 | -50 | 13   | Spadek                  |
| 12     | AZS UW Warszawa (b)          | 24 | 3  | 3 | 18 | 56  | 118 | -62 | 12   | Spadek                  |
| 13     | Marioss Gazownik Wawelno (b) | 24 | 3  | 2 | 19 | 77  | 142 | -65 | 11   | Spadek                  |

- w związku z poszerzenie I ligi został do niej dokooptowany Kupczyk Kraków.
- Drużyna Inpuls Alpol Siemianowice swoje spotkania rozgrywała w Chorzowie.
- Grembach Łódź zmienił siedzibę na Zgierz.

Źródło 

## Baraże o utrzymanie w I lidze
- I para barażowa
  - 24 maja 2008, Rekord Bielsko-Biała - Grembach Zgierz 2:4
  - 28 maja 2008, Grembach Zgierz - Rekord Bielsko-Biała 9:0

- II para barażowa
  - 24 maja 2008, TPH Polkowice - ZIS Gaszyńscy Kraków 5:2
  - 28 maja 2008, ZIS Gaszyńscy Kraków - TPH Polkowice 16:1

Źródło 

## Najlepsi strzelcy
| Zawodnik            | Drużyna               | Bramki |
| ------------------- | --------------------- | ------ |
| Błażej Korczyński   | P.A. Nova Gliwice     | 31     |
| Krzysztof Jasiński  | Clearex Chorzów       | 26     |
| Daniel Lebiedziński | Akademia Słowa Poznań | 25     |
| Daniel Krawczyk     | Hurtap Łęczyca        | 22     |
| Michał Słonina      | GKS Jachym Tychy      | 22     |

## Klasyfikacja medalowa mistrzostw Polski po sezonie
|   | Klub                        | złoto | srebro | brąz |
| - | --------------------------- | ----- | ------ | ---- |
| 1 | Clearex Chorzów             | 5     | 3      | 1    |
| 2 | P.A. Nova Gliwice           | 5     | 2      | 2    |
| 3 | Baustal Kraków              | 2     | 1      | 1    |
| 4 | Cuprum Polkowice            | 2     |        | 2    |
| 5 | Holiday Chojnice            |       | 1      | 2    |
| 6 | Jard Gliwice                |       | 1      |      |
| 6 | Rekord Bielsko-Biała        |       | 1      |      |
| 6 | Opał Gniezno                |       | 1      |      |
| 6 | Mistreated Jaworzno         |       | 1      |      |
| 6 | Cambras Legnica             |       | 1      |      |
| 6 | Akademia Słowa Poznań       |       | 1      |      |
| 6 | Hurtap Łęczyca              |       | 1      |      |
| 7 | SUW-TOR Łódź                |       |        | 1    |
| 7 | Cynk-Mal Legnica            |       |        | 1    |
| 7 | Goldenmajer Kraków          |       |        | 1    |
| 7 | Jango Gliwice               |       |        | 1    |
| 7 | Inpuls Siemianowice Śląskie |       |        | 1    |
| 7 | Jango Katowice              |       |        | 1    |

## Źródła
- futsalekstraklasa.pl